# Zach Randolph
Zachary Randolph, detto Zach (Marion, 16 luglio 1981), è un ex cestista statunitense, professionista nella NBA.
Giocava nel ruolo di ala grande ed è soprannominato Z-Bo.

## Carriera

### High school
Randolph nacque e crebbe a Marion (Indiana) e frequentò la Marion High School, dove fu allenato da Moe Smedley. Nel frattempo fu seguito, sin dall'età di 12 anni, da Craig Moore, che si accorse subito delle grandi potenzialità del ragazzo. I due ancora oggi si conoscono e sono grandi amici. Come sophomore, guidò i Marion Giants a grandi risultati, dimostrando la sua leadership, unita però a un carattere non facile da gestire. Come senior, vinse il settimo titolo dello stato dell'Indiana con Marion. Risultò secondo nel concorso "Mr. Basketball" dell'Indiana di quell'anno, superato solamente da Jared Jeffries, in seguito suo compagno di squadra ai Knicks.

### College
Dopo la parentesi della high school chiusa felicemente, entrò a far parte dei Michigan State Spartans, in una delle università più celebri di tutti gli Stati Uniti, allenata da Tom Izzo. Tra i suoi compagni a Michigan State ci furono anche Charlie Bell e Jason Richardson. Nella sua prima e ultima stagione a Michigan, Randolph si rese protagonista di un'ottima stagione con 10,8 punti e 6,7 rimbalzi di media in 33 partite, numeri molto alti per il basket collegiale, e anche grazie al suo contributo Michigan raggiunse le Final Four della NCAA. Notato da alcuni scout, si rese eleggibile al Draft subito dopo la sua stagione da matricola.

### NBA

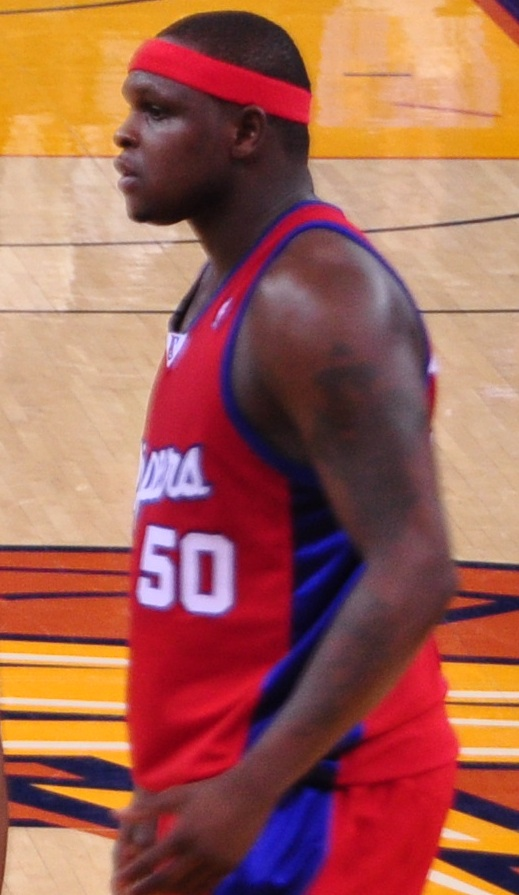
Randolph in canotta Clippers

Fu scelto dai Blazers nel Draft NBA 2001 al primo giro come 19ª scelta assoluta, molto in là se si pensa a come poi ha giocato nella NBA. Giocò sin dall'inizio nella posizione di ala grande, e nel 2004 vinse il premio di NBA Most Improved Player, dopo aver rinnovato il suo contratto con Portland, 6 anni a 84 milioni di dollari. Nella stagione 2006-07 andò a referto con la media di 23,6 punti e 10,1 rimbalzi, ma a Marzo fu costretto a fermarsi per un brutto infortunio. In quella che poi sarebbe stata la sua ultima partita con la maglia di Portland, fece registrare il suo career high, con 43 punti e 17 rimbalzi.
Il 28 giugno 2007, Randolph assieme a Dan Dickau, Fred Jones e Demetris Nichols fu girato ai New York Knicks in cambio di Steve Francis, Channing Frye e una seconda scelta al draft. A New York vestì la maglia numero 50, ma la sua parentesi nella Grande Mela non fu delle più brillanti.
Il 21 novembre 2008 fu coinvolto in una trade che lo portò a Los Angeles, sulla sponda meno celebre dei Clippers. L'intesa coi compagni di squadra, tra cui Baron Davis, fu abbastanza buona, ma i Clippers non riuscirono nemmeno a qualificarsi ai play-off. Durante una partita contro i Phoenix Suns, Randolph fu espulso e in seguito squalificato per aver tirato un pugno sulla mandibola a Lou Amundson. Le sue medie rimasero costantemente sopra i 20 punti e 10 rimbalzi a partita.
Il 17 luglio 2009, Zach Randolph viene scambiato ai Memphis Grizzlies in cambio di Quentin Richardson. In questa stagione sta tenendo le medie di 21 punti e 11 rimbalzi a partita, cifre che gli valgono la convocazione al suo primo All-Star Game in carriera. Il 30 aprile 2011 trascinò i Memphis Grizzlies nella prima vittoria nei playoffs contro i San Antonio Spurs.
Il 27 dicembre 2019 annuncia il suo ritiro dalla pallacanestro.

## Statistiche

### College
| Anno      | Squadra      | PG | PT | MP   | TC%  | 3P% | TL%  | RP  | AP  | PRP | SP  | PP   |
| --------- | ------------ | -- | -- | ---- | ---- | --- | ---- | --- | --- | --- | --- | ---- |
| 2000-2001 | MSU Spartans | 33 | 8  | 19,8 | 58,7 | 0,0 | 63,5 | 6,7 | 1,0 | 0,7 | 0,7 | 10,8 |
| Carriera  | Carriera     | 33 | 8  | 19,8 | 58,7 | 0,0 | 63,5 | 6,7 | 1,0 | 0,7 | 0,7 | 10,8 |

### NBA

#### Regular Season
| Anno      | Squadra             | PG    | PT  | MP   | TC%  | 3P%  | TL%  | RP   | AP  | PRP | SP  | PP   |
| --------- | ------------------- | ----- | --- | ---- | ---- | ---- | ---- | ---- | --- | --- | --- | ---- |
| 2001-2002 | Portland T. Blazers | 41    | 0   | 5,8  | 44,9 | -    | 66,7 | 1,7  | 0,3 | 0,2 | 0,1 | 2,8  |
| 2002-2003 | Portland T. Blazers | 77    | 11  | 16,9 | 51,3 | 0,0  | 75,8 | 4,5  | 0,5 | 0,5 | 0,2 | 8,4  |
| 2003-2004 | Portland T. Blazers | 81    | 80  | 37,9 | 48,5 | 20,0 | 76,1 | 10,5 | 2,0 | 0,8 | 0,5 | 20,1 |
| 2004-2005 | Portland T. Blazers | 46    | 37  | 34,8 | 44,8 | 0,0  | 81,5 | 9,6  | 1,9 | 0,7 | 0,4 | 18,9 |
| 2005-2006 | Portland T. Blazers | 74    | 71  | 34,4 | 43,6 | 29,1 | 71,4 | 8,0  | 1,9 | 0,8 | 0,2 | 18,0 |
| 2006-2007 | Portland T. Blazers | 68    | 67  | 35,7 | 46,7 | 29,2 | 81,9 | 10,1 | 2,2 | 0,8 | 0,2 | 23,6 |
| 2007-2008 | N.Y. Knicks         | 69    | 68  | 32,5 | 45,9 | 27,5 | 77,2 | 10,3 | 2,0 | 0,9 | 0,2 | 17,6 |
| 2008-2009 | N.Y. Knicks         | 11    | 11  | 35,3 | 43,4 | 29,2 | 82,1 | 12,5 | 1,4 | 1,2 | 0,3 | 20,5 |
| 2008-2009 | L.A. Clippers       | 39    | 34  | 35,1 | 48,7 | 34,2 | 70,1 | 9,4  | 2,3 | 0,8 | 0,3 | 20,9 |
| 2009-2010 | Memphis Grizzlies   | 81    | 81  | 37,7 | 48,8 | 28,8 | 77,8 | 11,7 | 1,8 | 1,0 | 0,4 | 20,8 |
| 2010-2011 | Memphis Grizzlies   | 75    | 74  | 36,3 | 50,3 | 18,6 | 75,8 | 12,2 | 2,2 | 0,8 | 0,3 | 20,1 |
| 2011-2012 | Memphis Grizzlies   | 28    | 8   | 26,3 | 46,3 | 25,0 | 65,9 | 8,0  | 1,7 | 0,8 | 0,1 | 11,6 |
| 2012-2013 | Memphis Grizzlies   | 76    | 75  | 34,3 | 46,0 | 8,7  | 75,0 | 11,2 | 1,4 | 0,8 | 0,4 | 15,4 |
| 2013-2014 | Memphis Grizzlies   | 79    | 79  | 34,2 | 46,7 | 10,0 | 74,2 | 10,1 | 2,5 | 0,7 | 0,3 | 17,4 |
| 2014-2015 | Memphis Grizzlies   | 71    | 71  | 32,5 | 48,7 | 35,0 | 76,5 | 10,5 | 2,2 | 1,0 | 0,2 | 16,1 |
| 2015-2016 | Memphis Grizzlies   | 68    | 53  | 29,6 | 47,5 | 23,1 | 79,6 | 7,8  | 2,1 | 0,6 | 0,2 | 15,3 |
| 2016-2017 | Memphis Grizzlies   | 73    | 5   | 24,5 | 44,9 | 22,3 | 73,1 | 8,2  | 1,7 | 0,5 | 0,1 | 14,1 |
| 2017-2018 | Sacramento Kings    | 59    | 57  | 25,6 | 47,3 | 34,7 | 78,5 | 6,7  | 2,2 | 0,7 | 0,2 | 14,5 |
| Carriera  | Carriera            | 1.116 | 882 | 31,0 | 47,1 | 27,3 | 76,4 | 9,1  | 1,8 | 0,7 | 0,3 | 16,6 |
| All-Star  | All-Star            | 2     | 0   | 16,0 | 43,8 | -    | -    | 5,5  | 1,0 | 1,0 | 0,0 | 7,0  |

#### Play-off
| Anno     | Squadra             | PG | PT | MP   | TC%  | 3P%  | TL%  | RP   | AP  | PRP | SP  | PP   |
| -------- | ------------------- | -- | -- | ---- | ---- | ---- | ---- | ---- | --- | --- | --- | ---- |
| 2002     | Portland T. Blazers | 1  | 0  | 1,0  | 0,0  | -    | 0,0  | 0,0  | 0,0 | 0,0 | 0,0 | 0,0  |
| 2003     | Portland T. Blazers | 7  | 4  | 29,3 | 52,5 | -    | 89,2 | 8,7  | 1,6 | 0,4 | 0,3 | 13,9 |
| 2011     | Memphis Grizzlies   | 13 | 13 | 39,6 | 44,6 | 25,0 | 82,1 | 10,8 | 2,4 | 1,1 | 0,8 | 22,2 |
| 2012     | Memphis Grizzlies   | 7  | 7  | 35,4 | 42,0 | 0,0  | 62,9 | 9,9  | 0,9 | 1,0 | 0,6 | 13,7 |
| 2013     | Memphis Grizzlies   | 15 | 15 | 36,9 | 46,0 | 0,0  | 67,0 | 10,0 | 1,6 | 0,7 | 0,5 | 17,4 |
| 2014     | Memphis Grizzlies   | 6  | 6  | 39,0 | 40,4 | 0,0  | 61,0 | 8,7  | 2,3 | 0,8 | 0,2 | 18,2 |
| 2015     | Memphis Grizzlies   | 11 | 11 | 34,7 | 42,3 | 20,0 | 87,9 | 8,5  | 2,1 | 0,5 | 0,0 | 15,6 |
| 2016     | Memphis Grizzlies   | 4  | 4  | 30,0 | 37,1 | -    | 85,7 | 8,8  | 1,8 | 0,3 | 0,0 | 13,0 |
| 2017     | Memphis Grizzlies   | 6  | 4  | 31,8 | 42,2 | 14,3 | 72,7 | 8,2  | 0,7 | 0,8 | 0,3 | 13,2 |
| Carriera | Carriera            | 70 | 64 | 35,0 | 43,7 | 15,4 | 75,0 | 9,3  | 1,7 | 0,7 | 0,4 | 16,5 |

### Record Personali
- Punti: 43 vs Memphis Grizzlies (29 marzo 2007)[4]
- Rimbalzi: 25 vs New York Knicks (27 febbraio 2010)
- Stoppate: 5 vs Miami Heat (23 novembre 2004)
- Assist: 10 vs Los Angeles Clippers  (19 marzo 2016)

## Palmarès
- McDonald's All-American Game (2000)
- NBA Most Improved Player (2004)
- 2 volte NBA All-Star: 2010, 2013
- All-NBA Third Team: 2011
- 2 volte maggior numero di rimbalzi offensivi in stagione NBA
- Quarantunesimo miglior rimbalzista di sempre NBA